# Manuel Pucciarelli
Manuel Pucciarelli (Montemurlo, 17 giugno 1991) è un calciatore italiano, attaccante della Vis Pesaro.

## Caratteristiche tecniche
È un trequartista, in grado di agire da seconda punta.

## Carriera
Muove i suoi primi passi nel settore giovanile del Jolly Montemurlo. All'età di 10 anni viene tesserato dall'Empoli, che lo aggrega al proprio settore giovanile. Esordisce in prima squadra il 29 maggio 2011 contro il L.R. Vicenza (1-1 il finale), subentrando al 60' al posto di Mirko Valdifiori. Il 22 gennaio 2012 passa in prestito Gavorrano, in Lega Pro Seconda Divisione. Termina l'annata segnando 10 reti – tra cui una doppietta contro L’Aquila – in 17 presenze.
Archiviata la promozione in massima serie con gli azzurri, esordisce in Serie A il 31 agosto 2014 in Udinese-Empoli (2-0), subentrando all'83' al posto di Mchedlidze. Il 23 settembre segna contro il Milan la sua prima rete in Serie A. L'incontro terminerà 2-2.
L'11 luglio 2017 passa in prestito biennale con obbligo di riscatto al Chievo, contestualmente al trasferimento a titolo definitivo del portiere Ivan Provedel agli azzurri. Il 31 gennaio 2020 passa in prestito al Pescara.
Il 20 gennaio 2021 si trasferisce in prestito secco al Dibba Al-Fujairah, società emiratina. Svincolatosi dal Chievo dopo il fallimento della società veneta, il 20 settembre 2021 firma un biennale con il Melbourne City, nel campionato australiano. Il 2 aprile 2022 esordisce in AFC Champions League contro lo United City, incontro vinto 3-0, subentrando al 79' al posto di Marco Tilio. Il 2 luglio rescinde il proprio contratto.
Il 22 novembre 2022, viene tesserato dalla Vis Pesaro, in Serie C, firmando un accordo di un anno con un'opzione di rinnovo. Nella sua prima stagione con la squadra biancorossa, conquista la salvezza diretta; nell'estate del 2023 il suo contratto viene esteso per un'altra annata. Nella stagione 2023-2024, contribuisce con sei reti alla salvezza ai play-out della squadra marchigiana.

## Statistiche

### Presenze e reti nei club
Statistiche aggiornate al 21 maggio 2025.
| Stagione          | Squadra           | Campionato        | Campionato | Campionato | Coppe nazionali | Coppe nazionali | Coppe nazionali | Coppe continentali | Coppe continentali | Coppe continentali | Altre coppe | Altre coppe | Altre coppe | Totale | Totale |
| Stagione          | Squadra           | Comp              | Pres       | Reti       | Comp            | Pres            | Reti            | Comp               | Pres               | Reti               | Comp        | Pres        | Reti        | Pres   | Reti   |
| ----------------- | ----------------- | ----------------- | ---------- | ---------- | --------------- | --------------- | --------------- | ------------------ | ------------------ | ------------------ | ----------- | ----------- | ----------- | ------ | ------ |
| 2010-2011         | Empoli            | B                 | 1          | 0          | CI              | 0               | 0               | -                  | -                  | -                  | -           | -           | -           | 1      | 0      |
| 2011-gen. 2012    | Empoli            | B                 | 4          | 0          | CI              | 1               | 0               | -                  | -                  | -                  | -           | -           | -           | 5      | 0      |
| gen.-giu. 2012    | Gavorrano         | 2D                | 17         | 10         | CI-LP           | -               | -               | -                  | -                  | -                  | -           | -           | -           | 17     | 10     |
| 2012-2013         | Empoli            | B                 | 18         | 1          | CI              | 1               | 0               | -                  | -                  | -                  | -           | -           | -           | 19     | 1      |
| 2013-2014         | Empoli            | B                 | 37         | 6          | CI              | 1               | 0               | -                  | -                  | -                  | -           | -           | -           | 38     | 6      |
| 2014-2015         | Empoli            | A                 | 34         | 5          | CI              | 2               | 0               | -                  | -                  | -                  | -           | -           | -           | 36     | 5      |
| 2015-2016         | Empoli            | A                 | 38         | 6          | CI              | 1               | 0               | -                  | -                  | -                  | -           | -           | -           | 39     | 6      |
| 2016-2017         | Empoli            | A                 | 32         | 3          | CI              | 1               | 0               | -                  | -                  | -                  | -           | -           | -           | 33     | 3      |
| Totale Empoli     | Totale Empoli     | Totale Empoli     | 164        | 21         |                 | 7               | 0               |                    | -                  | -                  |             | -           | -           | 171    | 21     |
| 2017-2018         | Chievo            | A                 | 22         | 2          | CI              | 2               | 0               | -                  | -                  | -                  | -           | -           | -           | 24     | 2      |
| 2018-2019         | Chievo            | A                 | 10         | 0          | CI              | 0               | 0               | -                  | -                  | -                  | -           | -           | -           | 10     | 0      |
| 2019-gen. 2020    | Chievo            | B                 | 8          | 2          | CI              | 2               | 1               | -                  | -                  | -                  | -           | -           | -           | 10     | 3      |
| gen.-ago. 2020    | Pescara           | B                 | 9+2        | 1+1        | CI              | -               | -               | -                  | -                  | -                  | -           | -           | -           | 11     | 2      |
| 2020-gen. 2021    | Chievo            | B                 | 1          | 0          | CI              | 1               | 0               | -                  | -                  | -                  | -           | -           | -           | 2      | 0      |
| Totale Chievo     | Totale Chievo     | Totale Chievo     | 41         | 4          |                 | 5               | 1               |                    | -                  | -                  |             | -           | -           | 46     | 5      |
| gen.-giu. 2021    | Dibba Al-Fujairah | PD                | 12         | 3          | CE              | 0               | 0               | -                  | -                  | -                  | -           | -           | -           | 12     | 3      |
| 2021-2022         | Melbourne City    | AL                | 3          | 0          | CA              | 2               | 0               | ACL                | 1                  | 0                  | -           | -           | -           | 6      | 0      |
| 2022-2023         | Vis Pesaro        | C                 | 22         | 2          | CI-C            | -               | -               | -                  | -                  | -                  | -           | -           | -           | 22     | 2      |
| 2023-2024         | Vis Pesaro        | C                 | 36+2       | 4+2        | CI-C            | 0               | 0               | -                  | -                  | -                  | -           | -           | -           | 36     | 4      |
| 2024-2025         | Vis Pesaro        | C                 | 35+5       | 1          | CI-C            | 1               | 0               | -                  | -                  | -                  | -           | -           | -           | 42     | 1      |
| Totale Vis Pesaro | Totale Vis Pesaro | Totale Vis Pesaro | 93+7       | 7+2        |                 | 1               | 0               |                    | -                  | -                  |             | -           | -           | 101    | 9      |
| Totale carriera   | Totale carriera   | Totale carriera   | 348        | 48         |                 | 15              | 1               |                    | 1                  | 0                  |             | -           | -           | 564    | 50     |